# Budyně nad Ohří
Budyně nad Ohří (in tedesco Budin an der Eger) è una città della Repubblica Ceca facente parte del distretto di Litoměřice, nella regione di Ústí nad Labem.